# Hypercompe bolivar
Hypercompe bolivar är en fjärilsart som beskrevs av Charles Oberthür 1881. Hypercompe bolivar ingår i släktet Hypercompe och familjen björnspinnare. Inga underarter finns listade i Catalogue of Life.